# Tureczki
Tureczki (ukr. Турички) – przystanek kolejowy w miejscowości Tureczki Niżne, w rejonie samborskim, w obwodzie lwowskim, na Ukrainie. Położony jest na linii Sambor – Czop.